# Mikael Agricola
Mikael Agricola, finski luteranski duhovnik, ok. * 1510 – † 9. april 1557 je bil, ki je postal de facto ustanovitelj knjižne finščine in viden zagovornik protestantske reformacije na Švedskem, vključno s Finsko, ki je bila Švedsko ozemlje v tistem času. Pogosto ga imenujejo »oče knjižne finščine«.
Agricola je bil leta 1554 posvečen za škofa v Turkuju (Åbo) brez papeške odobritve. Nadaljeval je reformo finske cerkve (tedaj del švedske cerkve) po luteranskih vzorcih. Prevedel je Novo zavezo v finščino in izdelal tudi molitvenik in hvalnice, ki se uporabljajo v novi finski luteranski cerkvi. To delo določa pravopisna pravila, ki so osnova sodobnega finskega črkovanja. Njegovo temeljito delo je še posebej izjemno, ker ga je opravil v samo treh letih.
Umrl je zaradi nenadne bolezni, ko se je vračal s potovanja, med katerim je pomagal pri pogajanjih o Novgorodski pogodbi z Ruskim carstvom.

## Življenjepis

### Zgodnje življenje
Michael Olaui ali Mikael Olofsson (finsko Mikael Olavinpoika) se je rodil leta 1510 v vasi Torsby v Pernå (Pernaja), Nyland (Uusimaa), na območju, ki je danes del Finske, a je bilo takrat del Švedske. Ime je dobil po zavetniku cerkve Pernå. Natančen datum njegovega rojstva, tako kot večina podrobnosti njegovega življenja, ni znan. Njegova družina je bila po računovodstvu lokalnega izvršitelja precej bogata plemiška družina. Imel je tri sestre, a njihova imena niso znana. Njegovi učitelji so očitno prepoznali njegovo sposobnost za jezike in njegov rektor Bartolomej ga je poslal v Viborg (Finsko Viipuri; zdaj Viborg, Rusija) na latinsko šolo in nekaj duhovniškega usposabljanja, kjer je obiskoval Erazmovo šolo. Ni znano, ali je bil njegov prvi jezik finščina ali švedščina; Pernå je bilo večinoma švedsko govoreče okrožje, vendar jezik, ki ga je uporabljal v svojih delih, kaže, da je bil rojeni govorec finščine. Vendar pa je oba jezika obvladal kot materni govorec in je bil verjetno dvojezični otrok.

### Študije
Ko je Michael študiral v Viborgu (Viipuri), je prevzel priimek Agricola (»kmet« gv. »kmetijstvo«); priimki po očetovem statusu in poklicu so bili takrat običajni za prve generacije učenjakov. Verjetno je bilo v Viipuriju, kjer je prvič prišel v stik z reformacijo in humanizmom. Gradu Viipuri je vladal nemški grof Johann, ki je služil švedskemu kralju Gustavu Vasi. Grof je bil privrženec reformacije in so imeli že luteranske službe.
Leta 1528 je Agricola sledil svojemu učitelju v Turku (Åbo), takrat središče finske strani švedskega kraljestva in glavno mesto škofije. Tam je Agricola postal pisar v pisarni škofa Martinusa Skytteja. Med bivanjem v Turkuju je Agricola srečal prvega finskega učenca Martina Luthra Petrusa Särkilahtija, ki je vneto širil idejo reformacije. Särkilahti je umrl leta 1529 in Agricola je moral nadaljevati Särkilahtijevo delo. Agricola je bil posvečen v duhovnika nekje v zgodnjih 1530-ih.
Leta 1536 je škof iz Turkuja poslal Agricola na študij v Wittenberg v Nemčiji. Osredotočil se je na predavanja Philippa Melanchthona, ki je bil strokovnjak za grščino, izvirni jezik Nove zaveze. V Wittenbergu je Agricola študiral pri Lutru. Agricola je švedskemu kralju Gustavu Vasi priporočil oba reformatorja. Gustavu je poslal dve pismi, v katerih je prosil za potrdilo o štipendiji. Ko je prišla potrditev, je Agricola kupil knjige (na primer celotna Aristotelova dela). Leta 1537 je začel prevajati Novo zavezo v finščino.

## Rektor in ordinarij
Leta 1539 se je Agricola vrnil v Turku in postal rektor šole v Turkuju (stolnica). Svojega dela ni maral, svoje študente je imenoval »neukročene živali«. Takrat je Gustav Vasa zaplenil premoženje cerkve, ko je utrjeval svojo oblast, a je tudi pognal reformacijo. Leta 1544 je Agricola od krone prejel ukaz, naj pošlje več nadarjenih mladeničev k davčnim uradom v Stockholmu. Iz nekega razloga Agricola ni ubogal, dokler ni naslednje leto naročilo ponovno prišlo z bolj grozečim tonom. Ta epizoda je verjetno negativno vplivala na njune odnose.
Leta 1546 je Agricola izgubil svoj dom in šolo v požaru v Turkuju. 22. februarja 1548 je Gustav Vasa ukazal Agricoli, naj se upokoji s položaja rektorja. V tem času je bil Agricola že poročen, a zgodovina pozna njegovo ženo samo po imenu: Pirjo Olavintytär (Bridget, "Olavijeva hči"; Birgitta Olafsdotter, Brigida Olaui). Njegov edini sin Christian Agricola (Christianus Michaelis Agricola) se je rodil 11. decembra 1550 in leta 1584 postal talinski škof.
Ko je leta 1554 umrl stari škof, je Gustav Vasa dal Agricola posvetiti za ordinarija župnije Turku – za vse praktične namene škofa Turkuja in posledično prvega luteranskega škofa za vso Finsko. Agricola ni bil posebej strog ali predan reformator, čeprav je odstranil mašni kanon.

## Smrt
Leta 1557 je Agricola vodil delegacijo, ki je šla v Rusijo na diplomatsko misijo, in je bil v Moskvi od 21. februarja do 24. marca, kjer se je pogajal o mirovni pogodbi, Novgorodski pogodbi (1557). 9. aprila je zbolel in umrl na polotoku Kyrönniemi v bližini vasi Uusikirkko (danes Polyane) na Karelijski ožini. Ta dan je tudi rojstni dan Eliasa Lönnrota in ga na Finskem praznujejo kot dan finskega jezika. Agricola je bil verjetno pokopan v cerkvi v Viipurju, vendar natančna lokacija groba ni znana.

## Literarni dosežki

### Abckiria
Agricola je že v zgodnjih letih študija razmišljal o prevodu Nove zaveze. Takrat pa še ni bilo standardne pisne oblike finščine, zato jo je začel razvijati. Njegova prva knjiga, Abckiria, ki je danes znana kot ABC-kirja ali ABC knjiga, je bila začetnica za branje in katekizem. Prvič je bil natisnjen leta 1543. Katekizem je bil vključen, ker si je takrat le zelo malo ljudi lahko privoščilo celotno Sveto pismo. Prvi natis je obsegal 16 strani.
Drugi natis je izšel leta 1551 s 24 stranmi.
Leta 1966 je knjižničar Åke Åbergin med popravljanjem knjižnih vezav odkril dele še neznane (verjetno tretje) izdaje »ABC-kirja«, ki je vključevala ime tiskarja Amund Lauritsanpoika in po naključju datum izdaje iz leta 1559 (dve leti po avtorjevi smrti) zadnjih še neodkritih 8 strani. Strani so bile verjetno posledica velike napake in prestavljene na oblazinjen papir.

### Rucouskiria
Agricolova Rucouskiria Bibliasta (sodobni finski črkopis: Rukouskirja; dobesedno »molitvenik iz Svetega pisma«) je bila natisnjena marca 1544. Na začetku knjige je Agricola pisal o številnih temah, ki zadevajo vsestransko izobraževanje in učinke reformacije na Finskem. Knjiga vključuje štiri predgovore in okoli 700 molitev na številne teme; ima celo dvanajst strukturno različnih vrst molitev, namesto običajnih dveh ali treh. Je najbolj samostojno Agricolovo delo in obsega približno 900 strani. Njegovi viri vključujejo dela Luthra, Melanchthona in Erazma.

### Prevod Nove zaveze
Agricolova najvidnejša knjiga je prvi prevod Nove zaveze v finski jezik. Rokopis je bil dokončan leta 1548. Vsebuje 718 strani in veliko ilustracij.

### Liturgične knjige
Medtem ko je bil Agricola v Wittenbergu, je v finščino prevedel tri manjše liturgične knjige. Te knjige so bile natisnjene leta 1549.
Käsikirja Castesta ia muista Christikunnan Menoista vključuje obrazce za krst, poroko in pokop ter govore za bolnike, žalujoče in umirajoče. Prevedeno je iz ustreznega dela Olausa Petrija, razen delov o krstu in poroke, ki sta od Luthra. Vsebuje tudi manjše elemente, prevedene iz del Casparja Huberina.
Messu eli Herran echtolinen vključuje obrazec za storitev. Temelji tudi na delu Olausa Petrija in nekaj finskih rokopisih. V tej knjigi je Agricola razkril svoje naslednje poslanstvo: prevajanje Stare zaveze.
Se meiden Herran Jesusen Christusen Pina, ylesnousemus ia tauiaisen Astumus, niste Neliest Euangelisterist coghottuon pripoveduje o trpljenju Jezusa Kristusa. Zbrano je iz vseh štirih evangelijev. Na to knjigo je močno vplival Johannes Bugenhagen, učitelj v Wittenbergu. Večinoma je bila prevedena iz nemške različice, vendar so nekateri deli pod vplivom švedske različice in Agricolovega lastnega prevoda Nove zaveze.

## Obeleževanje
Evangeličansko-luteranska cerkev v Ameriki se vsako leto 10. aprila spominja škofa Agricole.
Cerkev Mikaela Agricole v Helsinkih je poimenovana po Agricoli. Tudi luteranska cerkev Agricola slavi spomin na njegovega soimenjaka v Torontu, Kanada. Po Agricoli je poimenovan asteroid 3212 Agricola.
Leta 2007, 450 let po njegovi smrti, je bil Agricola izbran kot glavni motiv za spominski kovanec Mikael Agricola za 10 € in spominski kovanec v finščini. Ta zbirateljski kovanec je bil izdan v čast Agricolinemu življenjskemu delu kot prispeval k protestantski reformaciji na Finskem in kot očetu finskega pisnega jezika. Na hrbtni strani je upodobljeno pero, ki nakazuje pisca, medtem ko je na sprednji strani kovanca likovna interpretacija človeške figure.

## Galerija
- Originalni kip Mikaela Agricole v Vyborgu delo Emila Wikströma, fotografiran na dan njegovega razkritja 21. junija 1908
'"`UNIQ--ref-00000012-QINU`"'
- kip, Stolnica v Turkuju
- 1953 kip v Lahtiju
- 1959 kip v Pernåju (danes del Loviisa)
- Nov 1993 kip v Viborgu
Kip je bil 1993–2009 znotraj Vyborške knjižnice
- Spomenik ob kraju Agricolove smrti, blizu Primorska
- Plaketa Agricoli v Wittenbergu
- Cerkev Mikaela Agricole v Helsinkih je poimenovana po njem
- Kip Agricole Carla Eneasa Sjöstranda, 1877
- Kip Agricole Ville Vallgren v Helsinški stolnici, 1887
- Mikael Agricola izroči finski prevod Nove zaveze kralju Gustavu Vasi, Robert Wilhelm Ekman, 1853
- Izobraževalni plakat Agricole, ki predaja Se Wsi Testamenti, finski prevod Nove zaveze, Gustavu Vasi Alberta Gebharda
- Smrt Agricole, Joseph Alanen, 1917